# Spektrometria promieniowania gamma

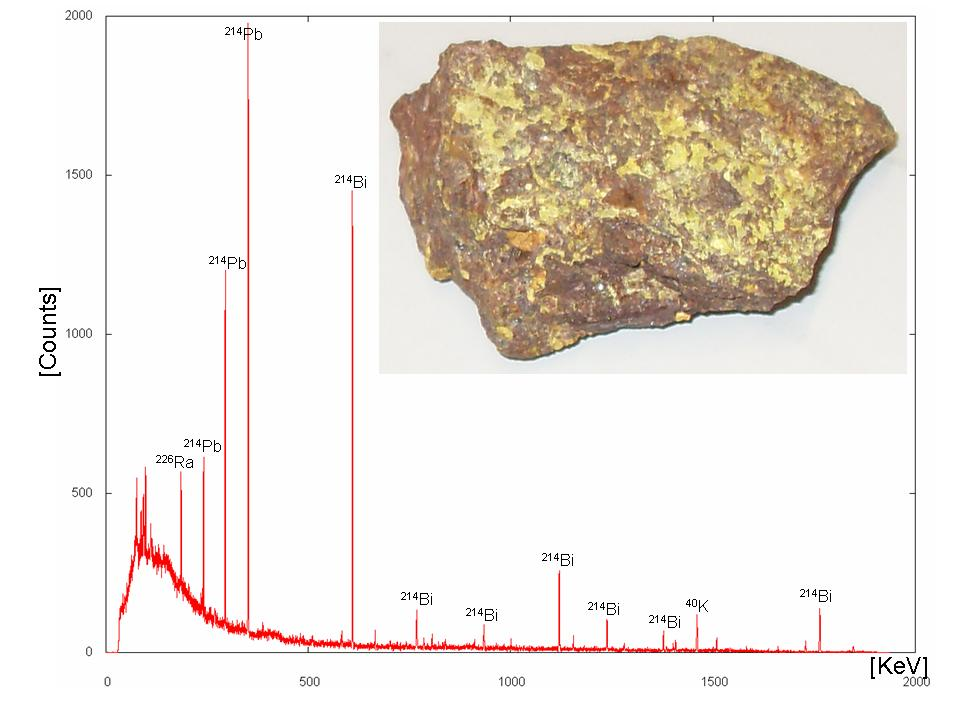
Widmo promieniowania gamma naturalnego uranu, ukazujące kilkanaście oddzielnych linii nałożonych na składowej ciągłej, pozwalające zidentyfikować nuklidy ^{226}Ra, ^{214}Pb oraz ^{214}Bi z uranowego szeregu promieniotwórczego.

Spektrometria promieniowania gamma – ilościowe badania widma promieniowania gamma źródeł ziemskich jak i kosmicznych. Promieniowanie gamma jest promieniowaniem elektromagnetycznym o największej energii, będąc fizycznie tym samym promieniowaniem co promieniowanie rentgenowskie. Z powodu wysokiej energii fotonów gamma są one na ogół liczone indywidualnie. Podczas gdy licznik Geigera lub podobne urządzenie określa jedynie częstość zliczeń (tj. liczbę zarejestrowanych - oddziałujących z substancją czynną detektora - kwantów gamma na sekundę), spektrometr promieniowania gamma pozwala również wyznaczyć energię rejestrowanych przez detektor.
Jądra promieniotwórcze emitują zazwyczaj fotony gamma o energiach z zakresu od kilku keV do ok. 10 MeV, odpowiadających typowym poziomom energetycznym w jądrach atomowych z odpowiednio długim czasem życia. Takie źródła zazwyczaj mają widma liniowe promieniowania gamma, natomiast dużo większe energie kwantów (powyżej 1 TeV) mogą występować w widmach obserwowanych w astrofizyce i fizyce cząstek elementarnych. Kryterium rozróżniającym promieniowanie rentgenowskie i gamma nie jest ich energia lecz pochodzenie: promieniowanie rentgenowskie jest wysyłane przez wzbudzone atomy lub hamowane elektrony, zaś promieniowanie gamma jest emitowane przez wzbudzone jądra atomowe lub podczas reakcji jądrowych czy anihilacji.
Większość źródeł promieniotwórczych emituje promieniowanie gamma o różnych energiach i intensywnościach. Kiedy kwanty tego promieniowania zostają zaabsorbowane w detektorze i zanalizowane przez układ detekcyjny rejestrowane jest widmo tego promieniowania. Szczegółowa jego analiza jest używana do identyfikacji jakościowej i ilościowej gamma emiterów (nuklidów promieniotwórczych emitujących promieniowanie gamma) obecnych w źródle. Widmo promieniowania gamma jest charakterystyczne dla radionuklidu zawartego w próbce tak jak w spektroskopii optycznej widmo optyczne jest charakterystyczne dla atomów i cząsteczek zawartych w materiale próbki.
Do wyposażenia używanego w spektroskopii gamma należą: czuły na energię kwantów detektor promieniowania, wzmacniacze, analizator wielokanałowy oraz system akwizycji danych. Najbardziej popularnymi są detektory: scyntylacyjny z kryształem jodku sodu (NaI) oraz półprzewodnikowy germanowy wysokiej czystości (high-purity germanium, HPGe).

## Składniki układu
System spektrometrii gamma składa się z detektora, elektroniki zbierającej i procesującej sygnały otrzymywane z detektora i komputera z oprogramowaniem do tworzenia, wyświetlania i przechowywania danych. Dodatkowo może zawierać inne komponenty jak miernik częstości czy stabilizator pozycji piku.
Detektory spektrometrii gamma są wykonane z materiałów oczekujących na interakcję rejestrowanych kwantów z materiałem w objętości czynnej detektora. Najbardziej znaczącymi oddziaływaniami są: efekt fotoelektryczny, efekt Comptona i produkcja par. Efekt fotoelektryczny jest najkorzystniejszy, gdyż polega na pełnej absorpcji energii niesionej przez padający kwant gamma. Kiedy padający kwant gamma ulega rozproszeniu komptonowskiemu lub produkcji par, część jego energii w formie kwantu lub kwantów rozproszonych może uciec z objętości czynnej detektora bez absorpcji, co zwiększa tło w widmie (zarejestrowana zostanie energia kwantu padającego pomniejszona o energię kwantu uciekającego). Efekt ten jest mniejszy w detektorach o większej objętości czynnej, gdyż z rozmiarami detektora rośnie prawdopodobieństwo absorpcji powstałych kwantów a co za tym idzie rośnie prawdopodobieństwo pełnej absorpcji energii fotonu wpadającego do detektora pomimo jej podziału na kilka fotonów. Wzmocniony impuls napięciowy wytworzony przez detektor (lub przez fotopowielacz w przypadku detektora scyntylacyjnego) jest przekształcany przez analizator wielokanałowy (multi channel analyzer, MCA) w impuls typu gaussowskiego lub trapezowego i dokonuje się konwersja sygnału analogowego na cyfrowy. W niektórych układach konwersja sygnału analogowego na cyfrowy odbywa się zanim pik jest przekształcony. Przetwornik analogowo-cyfrowy również sortuje impulsy ze względu na ich wysokość. Zawiera on określoną liczbę komórek, do których trafiają sortowane impulsy; komórki te reprezentują kanały w otrzymywanym widmie. W większości nowoczesnych systemów spektrometrii gamma liczba kanałów może być zmieniana przez modyfikację ustawień programowych lub sprzętowych. Wybór danej liczby kanałów zależy od rozdzielczości systemu detekcyjnego oraz zakresu energetycznego rejestrowanego promieniowania.
Wyjście z analizatora wielokanałowego jest połączone z komputerem, który przechowuje, wyświetla i analizuje dane. Oprogramowanie zwykle obejmuje narzędzia analizy widma pozwalające mierzyć powierzchnię pików oraz powierzchnię pików netto (z wyciętym tłem), wykonywać kalibrację energetyczną i kalkulować zdolność rozdzielczą.

## Detektory spektrometrii gamma
Układy spektrometrii gamma są tworzone tak, aby sprostać wymaganiom stawianym im w kwestii pewnych parametrów. Dwoma najważniejszymi z nich są: zdolność rozdzielcza detektora oraz jego wydajność.

### Rozdzielczość detektora
Kwanty promieniowania gamma zarejestrowane przez układ detekcyjny tworzą ostatecznie piki w uzyskiwanym widmie promieniowania. Piki te zwane są również liniami przez analogię do spektroskopii optycznej. Szerokość pików jest determinowana zdolnością rozdzielczą, bardzo ważną wielkością charakteryzującą detektor promieniowania gamma. Rozdzielczość ta jest analogiczna do zdolności rozdzielczej w spektroskopii optycznej. Wysoka rozdzielczość pozwala rejestrować oddzielnie dwie linie gamma, które są położone blisko siebie. Układy spektroskopii gamma są projektowane tak, aby zapewnić symetryczne piki o najlepszej możliwej rozdzielczości. Pik jest zazwyczaj kształtu gaussowskiego. W większości widm pozycja horyzontalna piku jest determinowana energią rejestrowanego kwantu gamma zaś powierzchnia pod pikiem - intensywnością źródła tych kwantów oraz wydajnością detektora.
Najczęściej używaną miarą zdolności rozdzielczej detektora jest szerokość połówkowa piku, tj. szerokość piku mierzona w połowie jego wysokości (ang. full width at half maximum, FWHM). Może być ona wyrażana bezwzględnie (w jednostkach energii) lub względnie, przy czym wartości zdolności rozdzielczej podawane są w odniesieniu do określonych energii promieniowania gamma. Dla przykładu detektor scyntylacyjny z kryształem jodku sodu NaI może mieć FWHM równe 9,15 keV dla linii 122 keV i 82,75 keV dla energii 662 keV. Te wartości odpowiadają bezwzględnie wyrażonej rozdzielczości. W celu wyrażenia rozdzielczości względnej FWHM odpowiadające danej linii dzielone jest przez jej energię i mnożone przez 100, dając wynik w procentach. Nawiązując do poprzedniego przykładu rozdzielczość wspomnianego detektora wynosi 7,5% dla energii promieniowania 122 keV i 12,5% dla 662 keV. Detektor germanowy może mieć zdolność rozdzielczą 0,560 keV dla 122 keV, co odpowiadać będzie względnej rozdzielczości 0,46%.

### Wydajność detektora
Nie wszystkie kwanty gamma emitowane przez źródło i padające na detektor zostaną zarejestrowane. Prawdopodobieństwo, że foton oddziałuje z detektorem i da zliczenie nazywane jest wydajnością detektora. Wysokowydajne detektory dają widma tej samej jakości w krótszym czasie niż detektory mniej wydajne. Ogólnie rzecz biorąc, większe detektory mają większe wydajności niż małe detektory, chociaż własności osłonne materiału detektora są również ważne. Wydajność detektora jest mierzona przez porównanie częstości zliczeń w pikach widma energetycznego promieniowania gamma uzyskanym dla źródła o znanej aktywności (tzw. wzorca) z oczekiwanymi częstościami zliczeń obliczonymi na podstawie znanej aktywności i intensywności danych linii gamma nuklidu.
Wydajność, podobnie jak rozdzielczość, może być wyrażana względnie lub bezwzględnie, z tym że w tym przypadku obie mają tę samą jednostkę, przez co osoba patrząca na tę liczbę musi się upewnić, który rodzaj wydajności detektora ona reprezentuje. Wydajność bezwzględna (absolutna) reprezentuje prawdopodobieństwo, że kwant gamma o określonej energii przechodzący przez detektor zostanie zarejestrowany. Wydajność względna jest często używana dla detektorów germanowych i porównuje wydajność detektora dla energii 1332 keV z wydajnością detektora scyntylacyjnego NaI o wymiarach 3 in × 3 in (wydajność bezwzględna dla niego to 1,2×10−3 cps/Bq w odległości 25 cm). Wobec tego może być osiągnięta wydajność względna większa niż 100% podczas pracy z bardzo dużymi detektorami germanowymi.
Energia rejestrowanego kwantu gamma jest ważnym czynnikiem przy określaniu wydajności detektora. Wykreślając wydajność w funkcji energii padającego promieniowania otrzymuje się tzw. krzywą wydajności detektora dla danej geometrii pomiarowej. Korzystając z dopasowanej krzywej można wyznaczyć wydajności dla energii różniących się od użytych do otrzymania tej krzywej.

### Detektory scyntylacyjne
Detektory scyntylacyjne używają kryształów, które emitują światło pod wpływem absorpcji promieniowania gamma a intensywność tego światła jest proporcjonalna do energii zdeponowanej w krysztale przez kwant gamma. Detektory są połączone z fotopowielaczami, które dokonują konwersji impulsów świetlnych na elektronowe i wzmacniają powstałe sygnały elektryczne tworzone przez te elektrony. Powszechnie używane scyntylatory to domieszkowane talem detektory z kryształem jodku sodu, oznaczane jako NaI(Tl) (w uproszczeniu nazywane detektorami NaI) oraz detektory z germanianem bizmutu (BGO). Ponieważ fotopowielacze są czułe na światło z otoczenia, scyntylatory są zamknięte w nieprzepuszczających światła kapsułach.
Detektory scyntylacyjne mogą również być używane do detekcji promieniowania alfa i beta.

#### Detektory bazujące na jodku sodu (NaI)

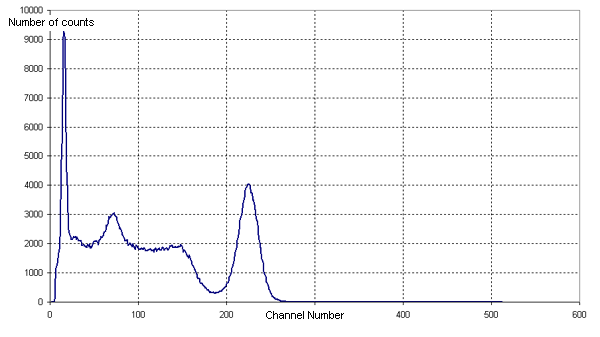
Rysunek 1: Widmo gamma cezu-137 (^{137}Cs) zarejestrowane detektorem NaI

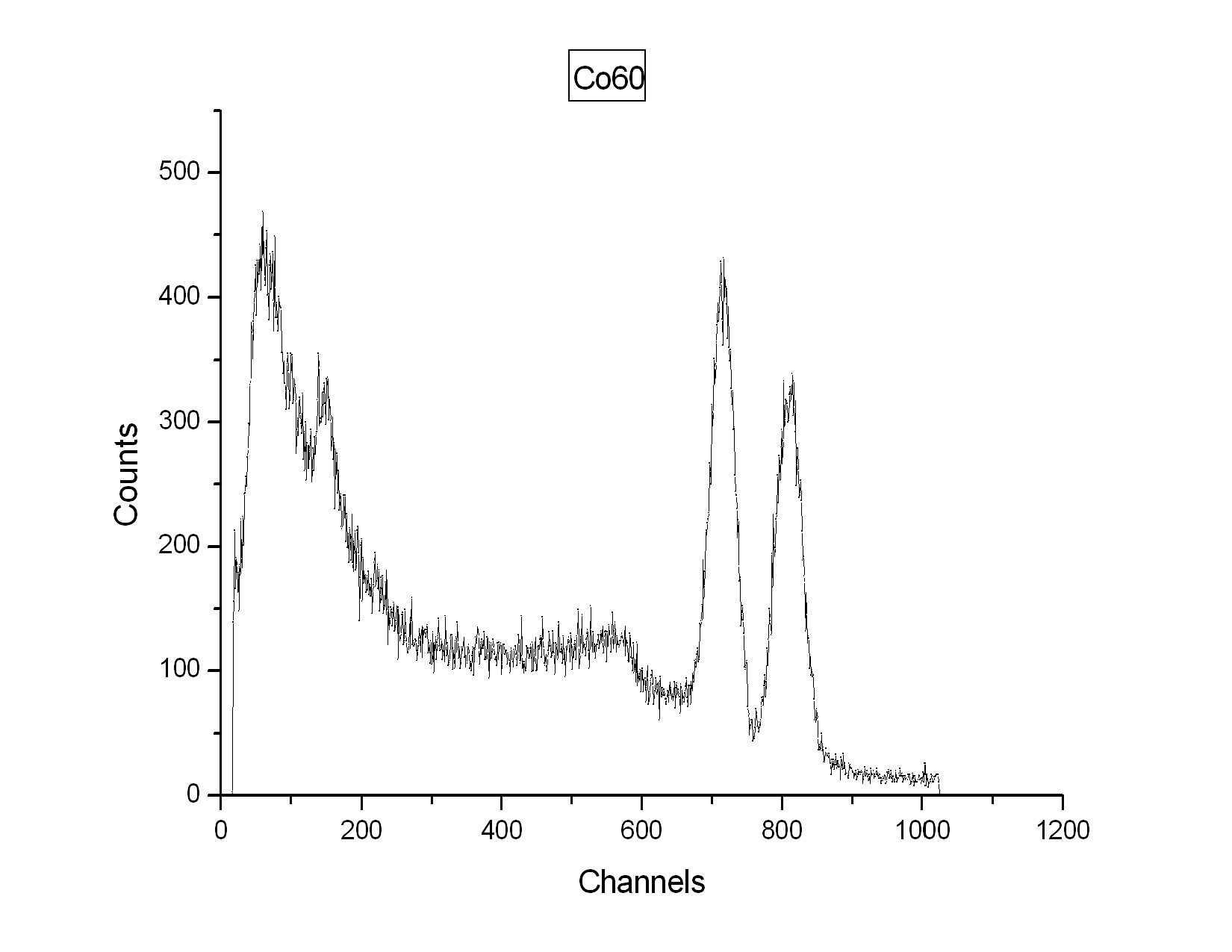
Rysunek 2: Widmo gamma kobaltu-60 (^{60}Co) zarejestrowane detektorem NaI

Jodek sodu domieszkowany talem (NaI(Tl)) ma dwie główne zalety:
1. może być produkowany w formie dużych kryształów, skutkując wysoką wydajnością,
2. wytwarza intensywne impulsy światła w porównaniu z innymi scyntylatorami do zastosować spektroskopowych.

NaI(Tl) jest również wygodny w użyciu, dzięki czemu jest popularny w zastosowaniach "w terenie", takich jak identyfikacja nieznanych materiałów w celu egzekwowania prawa.
Przykładowym widmem z detektora scyntylacyjnego z jodkiem sodu jest widmo promieniowania gamma izotopu 137Cs—patrz Rysunek 1. 137Cs ma pojedynczą linię promieniowania gamma o energii 662 keV. Ściślej mówiąc linia 662 keV widoczna na wykresie tak naprawdę pochodzi od wzbudzonego stanu energetycznego baru-137 (137mBa), będącego produktem rozpadu cezu-137, z którym jest w  równowadze wiekowej (czego trzeba dopilnować, zwłaszcza pamiętać o tym zaraz po wydzieleniu tego radioizotopu).
Widmo na Rysunku 1 zostało zarejestrowane przy użyciu detektora NaI z fotopowielaczem, wzmacniaczem i analizatorem wielokanałowym. Wykres przedstawia liczbę zliczeń (w trakcie trwania pomiaru) w funkcji numeru kanału. Widmo zawiera następujące piki (od lewej do prawej, a więc o wzrastającej energii):
1. niskoenergetyczne promieniowanie X (spowodowane konwersją wewnętrzną),
2. pik rozproszenia wstecznego w niskoenergetycznym końcu tła komptonowskiego oraz
3. fotopik (pik pełnej energii) o energii 662 keV

Tło komptonowskie (rozkład komptonowski) jest częścią widma występującą do ok. 150. kanału na Rysunku 1. Pojawia się, ponieważ padające kwanty gamma ulegają rozproszeniu komptonowskiemu w krysztale detektora: zależnie od kąta rozproszenia elektrony Comptona mają różne energie i stąd produkują impulsy o różnych wysokościach.
Jeśli w widmie promieniowania gamma obecnych jest wiele linii, tło komptonowskie może stanowić wyzwanie przy analizie tego widma. Żeby zredukować to tło stosowane są osłony antykoincydencyjne, szczególnie przydatne przy małych detektorach germanowych domieszkowanych litem (Ge(Li)).
Widmo promieniowania na Rysunku 2 pochodzi od kobaltu-60, emitującego kwanty gamma o energiach 1173 keV oraz 1332 keV. (Schemat rozpadu tego nuklidu na stronie o schematach rozpadów promieniotwórczych.) Dwie linie gamma są widoczne i dobrze rozdzielone; pik poniżej 200. kanału najprawdopodobniej odpowiada silnej linii promieniowania tła które nie zostało odjęte. Pik rozproszenia wstecznego widoczny jest ok. kanału 150., podobnie jak drugi pik na Rysunku 1.
Detektory NaI, jak wszystkie układy wykorzystujące scyntylatory, są wrażliwe na zmiany temperatury. Zmiany temperatury pracy spowodowane zmianami temperatury otoczenia przesuną piki w osi poziomej (kanałów); przesunięcia o dziesiątki kanałów lub więcej są powszechnie obserwowane. Przesunięciom tym można zapobiegać stosując odpowiednie stabilizatory widma. Z powodu kiepskiej rozdzielczości detektorów NaI nie są one odpowiednie do identyfikacji skomplikowanych mieszanin gamma emiterów, takie zastosowania wymagają detektorów o wyższej rozdzielczości.

### Detektory półprzewodnikowe

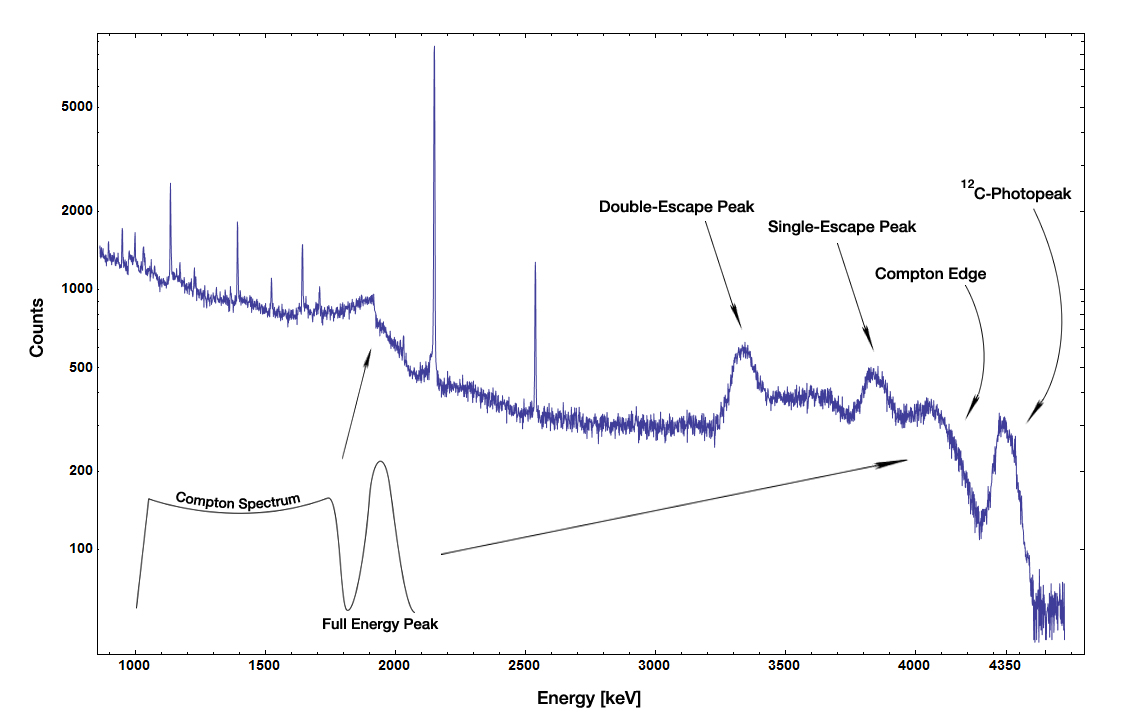
Widmo promieniowania źródła Am-Be uzyskane detektorem germanowym.

Detektory półprzewodnikowe różnią się zasadniczo od scyntylacyjnych. Pole elektryczne jest przyłożone do kryształu półprzewodnika a elektrony są związane w paśmie walencyjnym w krysztale dopóki foton gamma oddziałujący z elektronem nie przekaże mu wystarczającej ilości energii do przeniesienia go do pasma przewodnictwa. Tam elektrony pod wpływem przyłożonego pola elektrycznego poruszając się w kierunku dodatniej elektrody wytwarzającej pole elektryczne. Luka powstała przez ubytek elektronu nazywana jest dziurą i jest wypełniana przez sąsiedni elektron, tworząc nową dziurę obok, znów zapełnianą przez sąsiedni elektron. To przeskakiwanie elektronów może być widziane jako efektywny ruch dziury (jako ładunku dodatniego) do ujemnej elektrody. Przybycie elektronów do elektrody dodatniej oraz dziur do elektrody ujemnej produkuje sygnał elektryczny który jest przesyłany do przedwzmacniacza i dalej do analizatora wielokanałowego. Ruchliwości elektronów i dziur w detektorze germanowym w temperaturze 77 K są rzędu 10 000 cm2/(Vs).
Typowymi detektorami półprzewodnikowymi są detektory z kryształami germanowymi, z tellurku kadmu (CdTe) i z tellurkiem kadmu i cynku (CdZnTe). Innymi są również z kryształami krzemu, HgI2, GaAs, Bi2S3 czy PbI2.
Detektory germanowe zapewniają znacznie lepszą rozdzielczość energetyczną w porównaniu do detektorów scyntylacyjnych (NaI) i posiadają najlepsze rozdzielczości wśród powszechnie dziś dostępnych detektorów. Do prawidłowego ich funkcjonowania są niezbędne bardzo niskie temperatury, w jakich utrzymywany musi być kryształ germanu aby zminimalizować szumy elektroniczne.

## Kalibracja spektrometru
Jeśli spektrometr gamma jest używany do identyfikacji próbek o nieznanym składzie, musi najpierw zostać skalibrowany energetycznie, tj. poszczególnym kanałom musi zostać przypisana odpowiadająca im energia rejestrowanego promieniowania. Kalibracja jest wykonywana z użyciem pików znanych źródeł, takich jak cez-137 czy kobalt-60. Im więcej linii energetycznych leżących w całym spektrum rejestrowanych energii tym dokładniejsza kalibracja. Numer kanału jest proporcjonalny do energii rejestrowanego promieniowania, więc skala numerów kanałów może być zamieniona na skalę energetyczną.
Korzystając z widma wzorca o znanej zawartości aktywności radionuklidów w określonej geometrii pomiarowej można wykonać kalibrację wydajnościową, dzięki której nie tylko można zidentyfikować skład próbki (kalibracja energetyczna) ale i aktywności rozpoznanych nuklidów promieniotwórczych.

## Tło detektora
Promieniowanie jonizujące jest powszechne (promieniotwórczość naturalna), zawarte w powietrzu i materiałach wokół detektora jak też w materiale osłonowym bądź też i samym detektorze. Oznacza to niezerowe widmo rejestrowane nawet w przypadku braku próbki promieniotwórczej.
Analizowane widmo powinno być rejestrowane przy nieobecności źródeł innych niż próbka. W związku z tym, że nie można odciąć się od promieniowania tła detektora od uzyskanego podczas pomiaru widma promieniowania należy odjąć wcześniej lub później zmierzone widmo promieniowania tła.
Można dążyć do redukcji tła promieniowania i w celu jego zmniejszenia stosowane są osłony wokół detektora, wykonane z materiałów takich jak stal bądź ołów, pochłaniające promieniowanie gamma z zewnątrz obudowy (i z niej samej).